# Zapisi iz podzemlja
Zapisi iz podzemlja (ruski: Записки из подполья) je knjiga ruskog pisca Fjodora Dostojevskog, koja je izdana 1864. godine.